# Barlière du Lauzon
Claude-Ferdinand Estève, dit Barlière du Lauzon, né à Sigonce (Basses-Alpes) le 6 juin 1855 et mort à Marseille (Bouches-du-Rhône) le 18 novembre 1937, est un poète et écrivain français.
Il est l'auteur de poèmes philosophiques, dont certains en provençal, ainsi que de quelques pièces de théâtre en vers. Il entre à la Société des auteurs et compositeurs dramatiques le 4 novembre 1921.

## Publications
Sous le nom de Ferdinand Estève
- Honneur, drame en 3 actes, en vers, précédé de Devoir, pièce en 1 acte, en vers, 1894
- Le Martyre de saint Victor de Marseille, poème en 9 chants, 1898 Texte en ligne
- Revendications, 1901

Sous le nom de Barlière du Lauzon
- Le Baron de Viteaux, drame en 4 actes et en vers, 1915
- Le Tyran gigantesque, poème interprétatif des prophéties et livres sibyllins relativement à la fin des temps. Dieu, Espérance, poèmes philosophiques, 1916
- Les Convives de Pierre Puget, pièce en 1 acte en vers, Grand Casino de Marseille, 16 avril 1921
- Les Matutinales, s. d.
- Moun vilàgi, chanson provençale sur le village de Sigonce,   21 août 1921